# Hugues de Balma
Hugues de Balma, parfois de Balmay, est un moine chartreux du XIIIe siècle, auteur d'un traité qui commence par les mots Viae Sion lugent, connu aussi sous les titres de Théologie mystique ou de De triplici via. Au début du XXe siècle, des recherches historiques ont permis d'identifier cet auteur à Hugues de Dorche qui fut prieur de la chartreuse de Meyriat à la fin du XIIIe siècle. Suivant cette hypothèse, largement admise mais néanmoins discutée, il peut aussi être appelé Hugues de Balma de Dorche.
Hugues de Balma a rédigé le Viae Sion lugent dans le but d'exposer la théologie mystique du pseudo-Denys l'Aréopagite. Pour lui, cette théologie mystique ne relève pas d'un enseignement humain. Il considère que « cette sagesse que l'on appelle théologie mystique, que l'apôtre Paul exposa, que son disciple, le bienheureux Denys l'Aréopagite, rédigea, s'identifie au désir de Dieu par l'amour. » Hugues écrit que « l'homme ne peut enseigner cette sagesse suprême. [...] Il la reçoit immédiatement de Dieu, au-dessus de tout intellect, par le sentiment de l'amour. » La sagesse dont relève la théologie mystique est ainsi, pour Hugues, au-dessus de l'intelligence humaine, et sa possession implique un abandon de la sagesse humaine.
À la suite du prologue, le traité se compose de trois parties qui correspondent aux étapes de la vie contemplative : la voie purgative, la voie illuminative et la voie unitive. Il se termine par une question traitée sous forme de disputatio et appelée « question difficile ». Cette question est celle de savoir si l'âme peut être attirée par Dieu de façon purement affective, sans en avoir de connaissance intellectuelle préalable ou concomitante. Pour Hugues, la réponse est assurément positive, bien que, pour la forme, il avance cette thèse sous l'aspect d'une question.
Restée peu diffusée pendant un siècle, la Théologie mystique d'Hugues de Balma a surtout été lue et commentée durant le XVe siècle. Sur plus d'une centaine de manuscrits subsistants aujourd'hui, au moins 83 ont été copiés entre la fin du XIVe siècle et 1500, ce qui témoigne du grand intérêt que suscita le Via Sion lugent à cette époque. Ses thèses furent reprises par Jean Gerson au début du XVe siècle. Elles furent ensuite discutées dans la « controverse autour de la docte ignorance » qui dura de 1451 à 1459 et impliqua notamment Nicolas de Cuse, Gaspard Aindorffer, Bernard de Waging et Vincent d'Aggsbach. Par son influence, ce traité a contribué à ce que la théologie mystique puisse être vue comme une forme particulière de la théologie par opposition à la théologie dite spéculative ou scolastique.

## L'auteur duViae Sion lugent
L'identité de l'auteur du Via Sion lugent est restée incertaine et controversée jusqu'à ce que les recherches d'un chartreux de Parkminster, Ambroise Mougel (+ 1925), et d'un moine bénédictin, Thomasson de Gourney (+ 1928), permettent de considérer qu'Hugues de Balma, l'auteur du Viae Sion lugent, n'était autre qu'Hugues de Dorche, prieur de la chartreuse de Meyriat entre 1289 et 1304. Leurs travaux, effectués au début XXe siècle, n'ont pas été publiés, mais ils ont été cités et exploités par Stanislaus Autore, qui a signé l'article sur Hugues de Balma paru en 1922 dans le septième volume du Dictionnaire de Théologie Catholique. Les conclusions de cet article ont été très largement admises, de sorte qu'en 1969 dom Stoelen pouvait indiquer que l'identification du prieur de Meyriat à l'auteur du Viae Sion lugent était « généralement acceptée comme certaine ou très probable ». En 1994, Harald Walach a remis en cause l'identification d'Hugues de Balama à Hugues de Dorche et il a proposé d'autres hypothèses, mais celles-ci ont été jugées improbables et mal argumentées par Dennis Martin et Jasper Hopkins.

### Données biographiques
Les seuls renseignements certains sur la vie d'Hugues de Balma sont qu'il a écrit le Via Sion lugent à un moment qui se situe après 1272 et avant 1297, et qu'il était chartreux. Son contemporain Guigues du Pont, moine à la Grande Chartreuse, recommande avec quelques réserves la lecture du Viae Sion lugent dans son De contemplatione. Il estime que « son auteur est un bon lettré et un grand contemplatif, mais qu'il ne s'occupe pas assez des débutants ».
Le traité a été écrit au plus tôt en 1272 et au plus tard en 1297. La date la plus précoce possible de rédaction peut être déterminée grâce à la présence dans le Viae Sion lugent d'une phrase tirée du commentaire de l'Éthique à Nicomaque d'Aristote dont saint Thomas d'Aquin a achevé la rédaction en 1272. Par ailleurs, la mention du traité par Guigues de Pont est la plus ancienne attestation de son existence. Guigues de Pont est mort le 29 octobre 1297, ce qui fait de 1297 la date la plus tardive possible pour la rédaction du Via Sion Lugens.
L'identification d'Hugues de Balma à Hugues de Dorche apporte peu de renseignements sur la vie de l'auteur de la Théologie mystique, si ce n'est qu'il aurait été prieur de la chartreuse de Meyriat en Bresse, où, selon Francis Ruello et Jeanne Barbet, il aurait écrit le Via Sion lugent. Suivant l'article de dom Autore paru en 1922, Francis Ruello et Jeanne Barbet datent le priorat d'Hugues de Balma de Dorche de 1289 à 1304. En 1959, dans son article sur Hugues de Balma, dom Artaud-Marie Sochay, indiquait plutôt que, d'après les registres des chartreuses, il fut deux fois prieur de la chartreuse de Meyriat, d'abord de 1293 à 1295 puis de 1303 à 1305. Il estime que 1305 est la date probable de sa mort.
Dans son traité, Hugues de Balma s'oppose aux docteurs spéculatifs et, dans la quatrième partie, il fait preuve d'une bonne maîtrise de l'art de la disputatio. Ceci autorise à penser qu'il a reçu une formation scolastique ou bien qu'il a fréquenté les maîtres scolastiques ou leurs écrits avant de s'opposer à eux. Cependant, tandis que les parties sur les trois voies s'adressent clairement aux religieux chartreux, les parties polémiques du traité, c'est-à-dire le prologue et la Question difficile, n'ont pas de destinataire identifiable. Francis Ruello écrit à ce sujet : « On ignore qui est visé par Hugues de Balma et l'on aimerait savoir s'il s'adresse à quelques membres de son monastère. Si tel était le cas, son attitude révélerait l'existence en son entourage d'une certaine réserve envers la notion de théologie mystique. » Ruello écrit aussi, au sujet du Viae Sion lugent : « on ignore où son auteur s'initia aux méthodes universitaires de la « disputatio », qu'il manie brillamment dans sa Quaesti difficilis. »

### Doutes sur l'identité de l'auteur et attributions diverses avant leXXesiècle

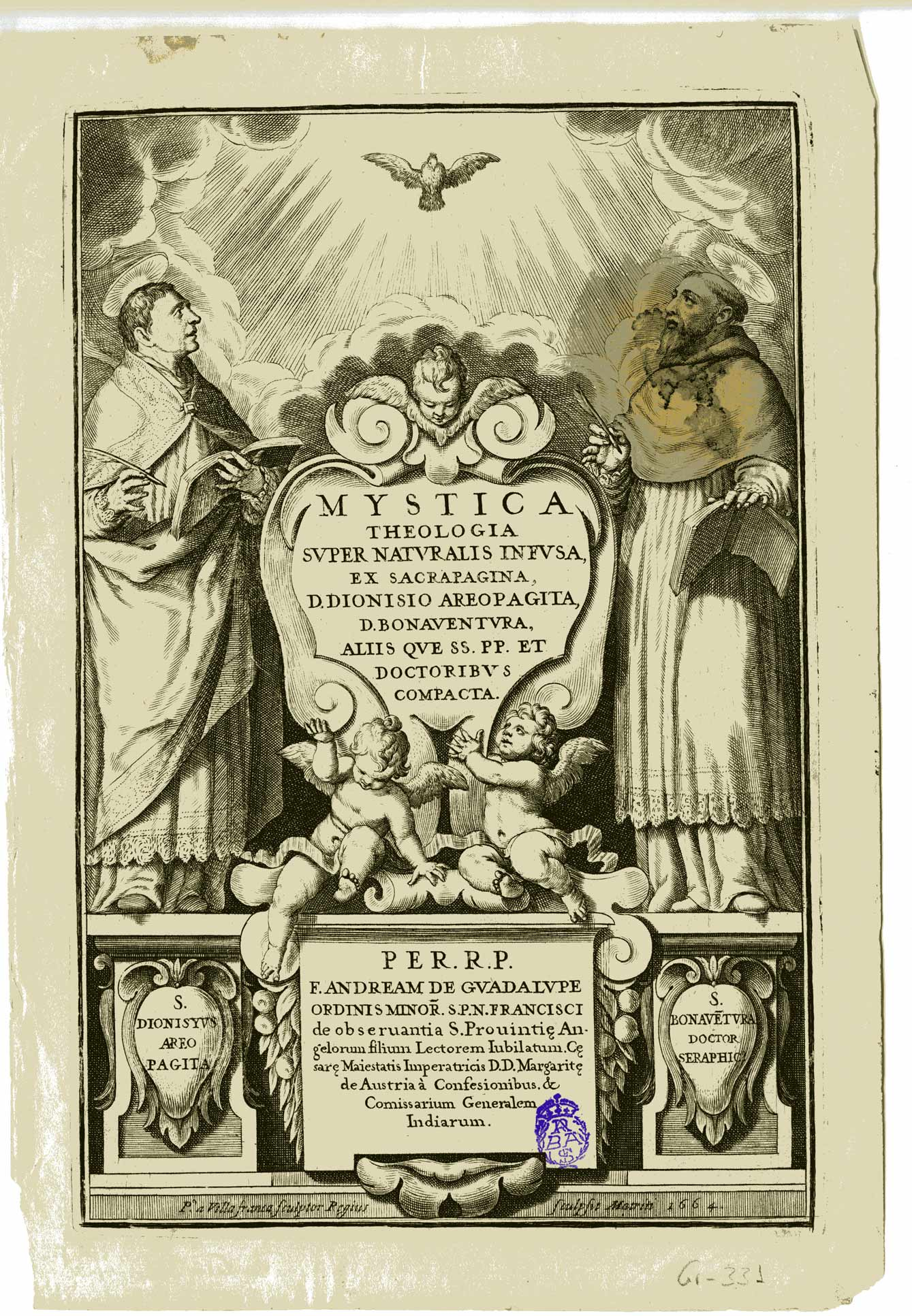
Frontispice d'une édition de 1665 d'une Theologia mystica, rédigée à partir d'un traité de Bonaventure. Bonaventure et Hugues de Balma ont l'un et l'autre repris des thèmes de la Theologia mystica du pseudo-Denys l'Aréopagite, notamment celui des trois moyens ou trois voies (tricplici via). L'existence d'un écrit de Bonaventure sur la théologie mystique et les trois voies de la contemplation a rendu crédible qu'on lui attribue le traité d'Hugues de Balma.

Bien que la plupart des copies manuscrites médiévales du Viae Sion lugent qui en indiquent un auteur l'attribuaient à Hugues de Balma, une copie réalisée en 1495 à Strasbourg l'a attribué au franciscain Bonaventure. Cependant, le copiste de ce manuscrit a laissé subsister les passages qui attestent que son auteur était chartreux. Se fondant sur ce manuscrit, l'édition des œuvres complètes de Bonaventure réalisée à Rome entre 1588-1596 a inclus le traité sous le titre De tripici via. La signature cartusienne du texte y est modifiée pour qu'il puisse plausiblement paraître avoir été écrit par un franciscain. À la suite de cela, le Viae Sion lugent sera régulièrement édité parmi les œuvres de Bonaventure, à Mayence en 1609, à Venise en 1611, à Lyon entre 1647 et 1668), à Venise en 1754 et pour la dernière fois à Paris dans l'édition Vivès parue entre 1864 et 1871.
En 1534, une version remaniée du Viae Sion lugent est copiée à Cologne parmi des écrits de Denys le Chartreux où il est attribué à un « Hugues le chartreux » (Hugonis Carthusianis). Dans le même temps se diffuse l'orthographe « Hugonis de Palma » qui se trouvait déjà chez Vincent d'Aggsbach. Des versions du traité elles aussi remaniées sont publiées sous le nom d'Hugonis de Palma et avec le titre Theologia mystica, notamment cette d'Amsterdam en 1647 qui sera très diffusée.
Au XVIIe siècle, alors que l'on s'interrogeait sur l'identité de l'auteur du Viae Sion lugent, le jésuite Théophile Raynaud a prétendu qu'il avait été écrit par Jean Gerson. On trouve aussi depuis le XVIIe siècle des attributions à Henri de Baume ou à Hugues de Digne.
Chez les chartreux, l'attribution de ce traité à un membre de leur ordre ne fait guère de doute, mais on ne sait pas qui il est. Dans ce contexte, dom Charles Le Couteulx observe que les manuscrits de la Theologia mystica présents dans les bibliothèques de son ordre attribuent tous ce texte à un chartreux appelé Hugues ou Henri « de Balma » ou « de Palma ». Cherchant à l'identifier, le Père Le Couteulx a retrouvé les traces de l'existence d'un chartreux du XIIe siècle appelé Hugues de Balma et il l'a tenu pour l'auteur du Via Sion lugent. Cet Hugues de Balma, était un chevalier. Devenu veuf, il est entré à la chartreuse de Meyriat en 1160 et y est mort vers 1205. Cependant les dates de cet Hugues de Balma ne peuvent pas correspondre à celle de l'auteur du Viae Sion lugent puisque ce traité fait expressément référence à un texte de Thomas Gallus écrit au milieu du XIIIe siècle, c'est-à-dire après la mort de celui que Charles Le Couteulx a tenu pour être l'auteur du Viae Sion lugent.
À la fin du XIXe siècle, l'attribution du Viae Sion lugent reste très problématique. En 1898 à Florence, les éditeurs du collège franciscain de Quaracchi élaborent une nouvelle édition des œuvres complètes de saint Bonaventure de laquelle ils excluent le Viae Sion lugent et ils y insèrent une explication détaillée des raisons pour lesquelles il ne peut en être l'auteur.
L'attribution du Viae Sion lugent à saint Bonaventure ayant été rejetée à la suite de l'édition de Quaracchi en 1898, le nom d'Hugues de Balma revient, mais personne ne sait alors qui il est. L'hypothèse de dom Couteleux qui au XVIIe siècle avait identifié l'auteur du Via Sion lugent à un chartreux du XIIe siècle lui aussi nommé Hugues de Balma est alors de nouveau discutée. Par ailleurs, en 1907, Andrew Egan reprend, dans la Catholic Encyclopedia, l'hypothèse d'une attribution de ce traité à Henri de la Beaume en l'assimilant à Hugues de Balma. Il étaye cette hypothèse en hybridant les noms « Henri de la Beaume » et « Hugues de Balma », proposant ainsi un article sur un personnage improbable qu'il appelle « Henry Balme ».

### Attribution du traité à un Hugues de Balma chartreux
L'attribution du Viae Sion lugent à Hugues de Balma se fonde principalement sur le fait qu'une grande majorité de copies anciennes le signale comme auteur et qu'il ne soit pas connu autrement que par ces attributions. Cette attribution a été établie comme certaine au début du XXe siècle grâce au travail de recensement des manuscrits par Pierre Dubourg qui, en 1927, recensait 71 manuscrits partiels ou complets datant du XIVe au XVIIe siècle. Selon un inventaire plus récent, portant seulement sur les manuscrits les plus anciens et réalisé par Francis Ruello et Jeanne Barbet, on recense aujourd'hui 83 manuscrits du Viae Sion lugent datant des XIVe et XVe siècles. 59 d'entre eux indiquent un nom d'auteur. Sur ces 59 copies, 37 l'attribuent à Hugues, Henri ou Jean de Balma (ou de Palma), 4 à Bonaventure, 3 à Thomas d'Aquin, 2 à Bruno et 1 à Denys.
Selon Artaud-Marie Sochay l'orthographe « Palma » est une déformation de « Balma » qui a son origine dans des régions germanophones. Elle est due à la proximité entre les sons P et B dans cette langue. L'attribution du prénom Henri plutôt que Hugues vient aussi des copies réalisées en Europe centrale. Le prénom Henri y étant plus fréquent que celui d'Hugues, des copistes disposant de manuscrits n'indiquant que l'initiale « H » lui ont attribué le prénom Henri.
Outre le fait que de nombreux manuscrits précisent la qualité de chartreux d'Hugues de Balma, le texte lui-même évoque l'ordre auquel appartient son auteur. Dans la partie du traité sur la voie purgative, il est ainsi écrit : « Que l'esprit pense ensuite spécialement à ce que le Père de toute miséricorde lui aura accordé et non a tous les autres, à lui que la clémence divine appela à la fonction sacerdotale ou à la religion de l'ordre cartusien. » Une seconde référence à l'ordre des fils de saint Bruno est faite un peu plus loin lorsque l'auteur écrit : « Qu'en troisième lieu l'esprit se souvienne de ce à quoi il est appelé. La grâce du Rédempteur, en effet, ne l'a pas convié à suivre la règle de Benoît ou celle d'Augustin, mais celle très bien heureuse qu'il choisit lui-même, lorsqu'il fut conduit au désert où il jeûna sans interruption quarante jours et quarante nuits. » Dans ce passage, les cartusiens sont désignés par une paraphrase, qui évoque les quarante jours au désert. Cette paraphrase est aussi utilisée par Guigues de Pont dans Coutumes chartreuses. L'auteur rappelle en outre que les chartreux ne suivent ni la règle de saint Benoît, ni celle d'Augustin, contrairement aux autres ordres monastiques.

### Identification de Hugues de Balma à Hugues de Dorche

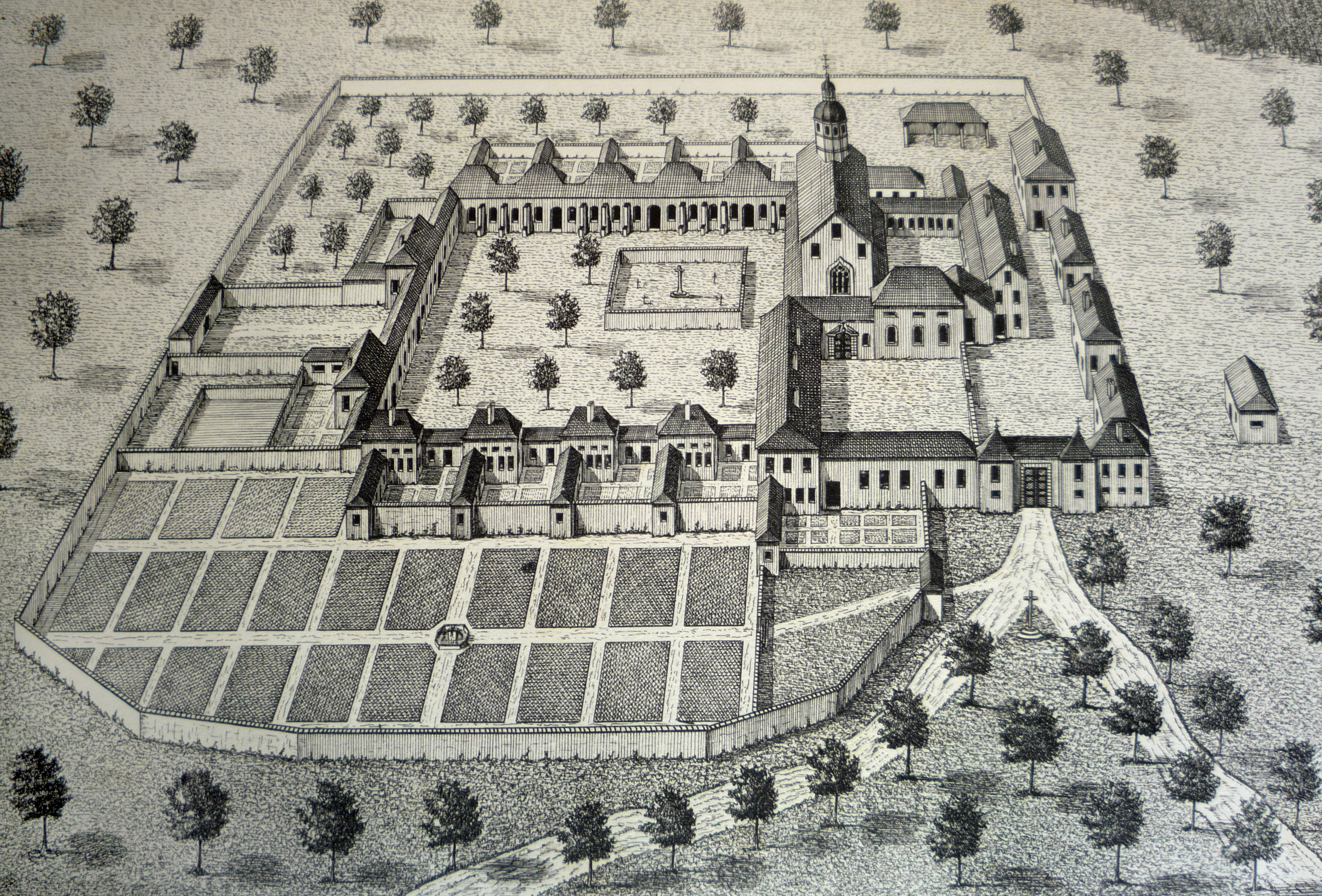
La chartreuse de Meyriat au XVIIIe siècle.

Au début du XXe siècle, un chartreux de Parkminster, dom Ambroise Mougel, a mené une enquête historique sur la famille « de Balma » pour voir s'il était possible d'y situer l'auteur du Viae Sion lugent. Le nom de cette famille s'écrit, selon les lieux et les époques, « de Balma », « de Balmey », « de la Bauluse » ou « de Balmeto ». Elle a pendant plusieurs siècles soutenu l'ordre des chartreux. La chartreuse de Meyriat a été fondée en 1066 par Ponce de Balmey. Selon l'acte de fondation, les frères de Ponce de Balmey approuvèrent cette fondation. Les noms latins de ces frères sont : « Garnerius de Balmeto et Wilhelmus dominus Dorchiæ ». Le latin Wilhelmus dominus Dorchiæ se rend en français « Guillaume seigneur de Dorche ». Il s'ensuit que les descendants de ce « Guillaume seigneur de Dorche et frère de Ponce de Balmey », sont une branche de la famille « de Balmey » ou « de Balma ». Ces « Balma de Dorche » peuvent tout autant être dits « de Balma » que « de Dorche », tandis que dans les archives qui concernent la chartreuse de Meyriat, on trouve trace d'un « Hugues de Dorche » (Hugonis Dorchiis) qui en fut prieur à la fin du XIIIe siècle. Hugues de Dorche, probable descendant de « Guillaume de Balmey de Dorche », ne serait autre que « Hugues de Balma » l'auteur du Viae Sion lugent, tandis qu'il faut considérer que son nom complet est « Hugues de Balma de Dorche ».
Reprenant les recherches effectuées par le chartreux de Parkminster, dom Stanislaus Autore conclut son article sur l'auteur du Viae Sion lugent en écrivant : « Il serait difficile de trouver un autre chartreux homonyme et contemporain, à qui on puisse avec autant de probabilité attribuer cet ouvrage. C'est pourquoi il semble que la question de l'identité de l'auteur, ainsi que celle de la qualité de chartreux, ont été suffisamment et définitivement résolues ».
Meyriat est la sixième fondation de l'ordre des chartreux. Placée sous la protection de l'archevêque de Lyon, elle se trouve dans un « désert », c'est-à-dire dans une zone forestière et montagneuse quasiment inhabitée, comme la plupart des chartreuses. Elle a eu un développement important dès le milieu du XIIIe siècle, pour devenir l'une des chartreuses « des mieux dotés » de l'ordre.

### Hypothèses d'Harald Walach
En 1994, Harald Walach a publié dans Analecta Cartusiana, une étude dans laquelle il oppose ses propres hypothèses à celles largement acceptées depuis l'article de Stanislaus Autore publiée en 1922 sur Hugues de Balma. Même si c'est pour les contester, l'étude d'Harald Walach offre une introduction détaillée en anglais à des recherches jusque-là principalement publiées en français. Par la suite, bien que les idées avancées par Walach sur Hugues de Balma aient été jugées improbables et pas convaincantes par Dennis Martin et Jasper hopkins, ils y ont recours pour introduire le sujet, et ils présentent les hypothèses d'Harald Walach comme opposées à l'« opinion majoritaire », c'est-à-dire celle des auteurs ayant publié sur le sujet au XXe siècle : Autore, Dubourg, Sochay, Stoelen, Ruello et Barbet.
Pour contester l'identification d'Hugues de Balma à Hugues de Dorche, Walach estime que le nom « Balma » ne se rapporte pas nécessairement à la famille « de Balmey » ou « Balmeto » liée à la chartreuse de Meyriat et à laquelle appartenait Hugues de Dorche. Pour Walach, « balma » signifiant « grotte » dans le latin médiéval, le nom « de Balma » peut avoir été porté au XIIIe siècle dans toutes les régions rocheuses où l'on employait ce mot pour désigner une grotte. Il détermine à partir de là une vaste région à laquelle il faudrait étendre les recherches avant d'affirmer que l'on ne trouve pas d'autre « Hugues de Balma » que celui identifié par dom Autore. Cette zone va : « du Jura au sud de l'Allemagne, du lac de Constance à la Bourgogne, elle comprend encore les Alpes du sud et les zones calcaires du massif alpin, et quasiment toutes les montagnes d'Italie et des Balkans. »
Walach estime qu'une même personne ne peut pas avoir été appelée à la fois « de Dorche » et « de Balma », et que, si Hugues de Balma et Hugues de Dorche avaient été une seule et même personne, cela impliquerait que l'on aurait procédé à l'époque à un changement de nom. Selon Harald Walach, ce changement aurait pu avoir été fait pour des raisons de patrimoine familial qu'il juge en même temps incompatibles avec le renoncement aux biens de ce monde que font les chartreux. Il donne pour preuve qu'il a lui-même passé quelques jours dans la chartreuse de Seibranz où on lui a assuré que les chartreux ne pouvaient rien posséder en propre, et il en conclut qu'Hugues de Balma ne peut pas avoir été Hugues de Dorche.
Walach estime en outre qu'Hugues de Balma, fait preuve dans son traité d'une telle maîtrise de l'art de la disputatio, qu'il n'a pas pu l'acquérir dans un lieu aussi reculé que la chartreuse de Meyriat. Et si après une carrière hors de ce monastère il y était entré, cela aurait eu lieu trop tardivement pour qu'il y acquière suffisamment d’ancienneté et puisse en devenir le prieur. Harald Walach estime donc que : « L'opinion généralement admise est probablement fausse, et que l'auteur était plausiblement un franciscain qui a dû se retirer dans une chartreuse pour sa sécurité personnelle, ou comme punition, ou par une décision personnelle ». Harald Walach conjecture ensuite un scénario assez détaillé de la vie d'Hugues de Balma à partir des influences qu'il décèle dans le traité. Se basant sur le fait que Bonaventure a lui aussi parlé des trois voies de la contemplation, il détermine que Hugues de Balma a appartenu au même ordre, c'est-à-dire aux franciscains. Walach pense qu'Hugues de Balma a d'abord été initié à la disputatio, peut-être à Oxford sous la conduite d'un franciscain, probablement anglais, peut-être Adam Marsh (en). C'est ensuite qu'il serait venu à Paris. Là il aurait été rejeté de son ordre à cause des idées qu'il défendait. À cette époque, la chartreuse de Paris venait d'être fondée. Walach estime qu'Hugues de Balma a pu prendre refuge, rejoignant ainsi les chartreux où ses idées étaient mieux venues, et parmi lesquelles il a poursuivi la rédaction de son traité.
Selon Jasper Hopkins : « vu la façon dont elles sont établies, les spéculations de Walach soulèvent tellement de doutes que l'opinion majoritaire ne doit pas nécessairement être abandonnée ». Dennis Martin, estime pour sa part que : « même s'il n'est pas complètement déraisonnable de s'interroger sur l'identification classique d'Hugues de Balma à Hugues de Dorche, aucun des arguments donnés par Walach sur ce point n'est probant et certains sont extrêmement douteux ». Il considère que le Via Sion lugent n'a pas été nécessairement produit dans le contexte d'une université médiévale et qu'il peut très bien l'avoir été dans un milieu monastique et cartusien. Malgré les critiques qu'il lui adresse, Dennis Martin estime que Walach a apporté une contribution importante à la recherche sur Hugues de Balma car l'intérêt qu'il a porté au problème des auteurs ayant influencé Hugues de Balma l'a notamment conduit à identifier dans la « Question difficile » du Via Sion lugent une phrase venant du pseudo-Thomas d'Aquin (Helwicus Teutonicus). Ainsi, pour Dennis Martin : « lue de façon critique, l'étude de Walach peut devenir un important point de départ pour de futures recherches sur Hugues de Balma. p.10 »

## LaThéologie mystiqueselon Hugues de Balma

### Le texte, son histoire et ses variantes

#### Histoire de la composition du texte
Francis Ruello et Jeanne Barbet ont proposé une « histoire conjecturée du texte » sur la base de la datation et de la comparaison des différents manuscrits. Ils estiment qu'Hugues de Balma à d'abord dispensé un enseignement assez peu élaboré sur la vie mystique. Cet enseignement soulevant des objections, Hugues entreprend de se défendre en y répondant de façon scolaire par la « Question difficile ». Cette réponse constitue aujourd'hui la quatrième partie du traité et serait la première à avoir été rédigée. Dans le même temps, Hugues entreprend une présentation construite de son enseignement sur la Théologie mystique, enseignement qui constitue le corps du traité actuel. Pour ce faire, il prévoit de suivre un plan qu'il expose dans le prologue. Cependant Hugues n'achève pas son travail, de sorte que le texte qu'il laisse à sa mort ne remplit pas complètement le programme annoncé dans le prologue. Après sa mort, les textes sont assemblés et copiés avec des incohérences qui résultent de l'inachèvement de son travail.
Le Via Sion lugent reste peu lu jusqu'à la fin du XIVe siècle, moment où l'on se met à le copier et à le diffuser largement en Europe. Les scribes, confrontés à un texte qui présente des incohérences, en font des corrections ou modifications lorsqu'ils le copient. Il en résulte une grande diversité des manuscrits, diversité dans laquelle il est impossible de savoir quelle version est plus conforme à l'original.

#### Les manuscrits
Plus d'une centaine de manuscrits du Viae Sion lugent copiés entre le XIVe et le XVIIe siècle subsistent aujourd'hui dans différentes bibliothèques d'Europe centrale et occidentale : en Autriche, en République Tchèque, en Allemagne, en Belgique, en Angleterre, en France, en Italie et en Espagne. Il n'existe pas de manuscrit dont la date soit très proche de celle de la rédaction du traité. Les manuscrits les plus anciens datent de la fin du XIVe siècle, soit un siècle après la rédaction du traité par Hugues de Balma. Ils sont d’emblée répartis dans toute l'Europe et présentent de nombreuses variantes.
Etant donné le temps qui sépare la rédaction du traité du moment auquel les plus anciens manuscrits subsistants aujourd'hui ont été copiés, il n'est pas certain que ces manuscrits anciens présentent une version du texte plus proche de l'original que d'autres manuscrits plus tardifs et dont les exemplaires intermédiaires ont été perdus. Le manuscrit qui, selon Francis Ruello, pourrait être le plus proche du texte original est celui provenant de la Grande Chartreuse et conservé à Grenoble. Cependant ce manuscrit présente un état du texte qui n'est pas celui qui fut le plus diffusé.
Parmi les manuscrits du XVe siècle, un grand nombre se trouve en Europe centrale. Ces manuscrits présentent une version assez homogène du traité tel qu'il fut lu et invoqué lors de la « controverse autour de la docte ignorance ». C'est en raison de l'importance historique de cette tradition d'Europe centrale que l'édition critique de la théologie mystique d'Hugues de Balma aux Sources Chrétiennes se fonde principalement sur un manuscrit qui en relève. Le manuscrit retenu par Ruello et Barbet est aujourd'hui conservé à Berlin. Il fut réalisé à la chartreuse d'Aggsbach en 1424, probablement par Jean Span, prieur de cette chartreuse de 1422 à 1425. Il subsiste aujourd'hui dans les bibliothèques d'Europe centrale 18 copies de ce manuscrit.

### Titres, circonstances et buts du traité
Le traité rédigé par Hugues de Balma peut être désigné par trois titres différents - Viae Sion lugent, De triplici via ou Theologia mystica -, qui indiquent chacun à leur façon quel est l'objet de ce texte.

#### Viae Sion lugent
Selon un usage médiéval, les livres pouvaient être désignés par leurs premiers mots. Le traité d'Hugues de Balma s'ouvre avec la citation d'un verset du livre des Lamentations : Viae Sion lugent, eo quod non sit qui vadat, ad solemnitatem, qui signifie : « Les chemins de Sion pleurent, parce que nul ne vient plus à sa fête (Lam, 1,4) ».

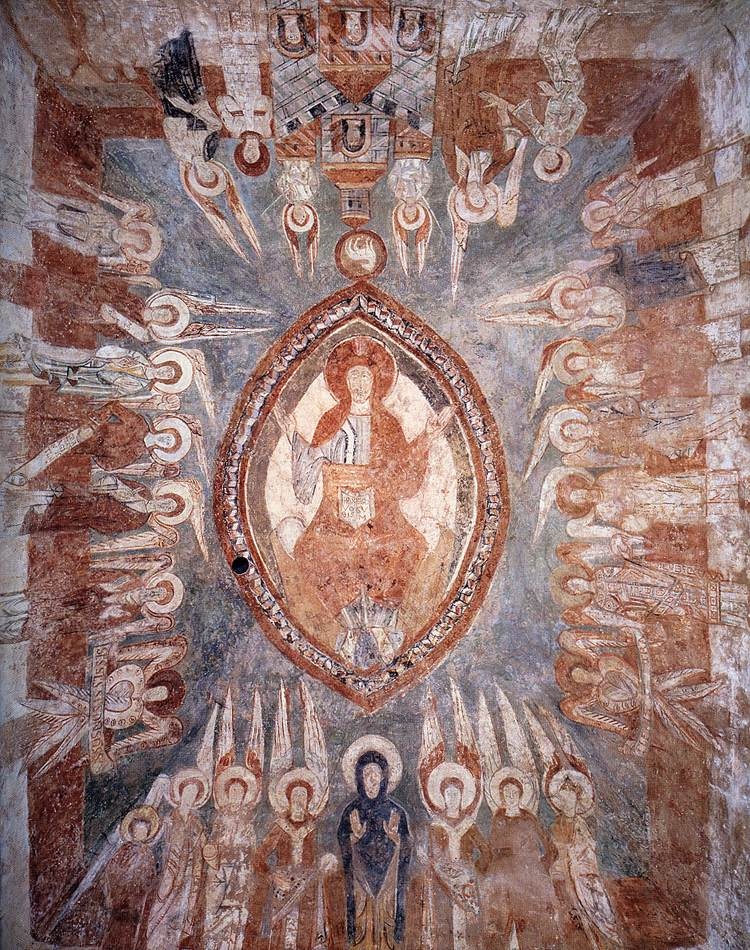
Christ en majesté dans la Jérusalem céleste, église Saint-Theudère de Saint-Chef,.

« Sion », la cité de David, n'est autre que Jérusalem, tandis que, dans ce traité comme dans l'ensemble de la tradition chrétienne, Jérusalem désigne autant une ville que l'Église. La « fête de Sion » dont il est question dans la première phrase du traité est ainsi le culte rendu à Dieu par l'Église. La participation que l'on peut avoir sur terre à cette fête est déterminée par la situation de l'Église qui est à la fois au ciel et sur la terre ou, à la fois « Église militante » et « Église triomphante ». La célébration de Dieu par l'Église sur terre est ainsi participation à la célébration de l'Église au ciel. Hugues emploie l'image évangélique des petits chiens qui mangent les miettes tombées de la table (Mt 15,27) pour décrire la participation qu'il est possible d'avoir sur terre à cette fête : 

« Puisque l'âme désire arriver par l'affectivité de l'esprit à l'union parfaite avec l'époux céleste, il est nécessaire que, vivant encore dans la misère et souhaitant être rassasié comme des miettes tombant de la table, du pain des anges qui nourrit dans la gloire les esprits bienheureux, elle soit, grâce à la pénétration en elle de l'influence divine, comme graduellement soulevée par le triple office des anges, car le même pain céleste et la même sagesse fondent, vivifient et glorifient l'Église triomphante et l'Église militante. »

La façon dont Hugues de Balma commence son traité en signale la dimension polémique. Hugues écrit « contre » ceux qui ne viennent plus à la fête de Sion. Il s'agit de ceux qui suivent les docteurs spéculatifs ou scolastique attaqués par Hugues de Balma a plusieurs reprises dans le traité. Il oppose ainsi à la « sagesse humaine » enseignée par ces docteurs, « la vraie sagesse » enseignée par Dieu. La vraie sagesse est celle des âmes qui aiment Dieu et qui se laissent attirée vers lui, dans la Jérusalem céleste, « au-dessus de toute raison, de tout intellect, alors même qu'elle habitent un corps terrestre. » Pour Hugues, ceux qui ont abandonné les chemins de Sion se détournent de « la vraie sagesse par laquelle Dieu seul est en perfection intérieurement honoré et adoré de ceux-là seuls qui l'aiment ». Il oppose ceux qui veulent cette sagesse à ceux qui « se sont misérablement remplis de sciences diverses, de multiples argumentations faussement construites, comme d'idoles (pp. 125-126). »

#### Theologia mystica
Le XIIIe siècle est marqué par les conséquences de l'émergence de la théologie comme d'une nouvelle discipline, rationnelle et spéculative, à la suite notamment d'Abélard. Dans ce contexte de crise intellectuelle, la Théologie mystique apparaît comme une forme d'alternative de la théologie, et c'est en ce sens que le prieur de Meyriat la défend contre la 
 théologie scolastique. Cependant, durant tout le Moyen Âge, l'expression Théologie mystique ne désignait une forme particulière de théologie que dans la mesure où il s'agit de celle attribuée au « divin Denys » ou « Denys l'Aréopagite » mentionné dans les Actes des Apôtres. Celui-ci était tenu pour être l'auteur du traité de la Théologie mystique rédigé au Ve siècle par un moine syrien, le pseudo-Denys, qui a attribué ses écrits à l'Athénien converti de Paul.

Au XIIIe siècle, ce traité du pseudo-Denys jouit d'une autorité très grande, étant quasiment considéré comme de l'ordre de la révélation. Hugues de Balma tient ainsi la théologie mystique de Denys pour une « science divine » au contraire des « sciences créées », et il entend ne rien faire d'autre que l'exposer dans son traité : 

« Cette sagesse que l'on appelle théologie mystique, que l'apôtre Paul exposa, que son disciple le bienheureux Denys l'Aréopagite rédigea, s'identifie à l'extension vers Dieu par le désir de l'amour, et autant que l'Orient est distant de l'Occident, elle l'emporte incomparablement en excellence sur toutes les sciences créées (p.127). »

La théologie mystique du pseudo-Denys est à la fois le principal sujet et la principale source du traité de Hugues de Balma, qui de ce fait est lui aussi couramment appelé Théologie mystique. Le ton défensif employé par Hugues de Balma indique en creux que sa « théologie mystique » ou son interprétation de la Théologie mystique, est objet de rejet. Selon Francis Ruello « Manifestement, on s'interrogeait sur la vérité de la théologie mystique qu'enseignaient Hugues de Balma (p.14) ».

#### De triplici via
Après le prologue, le traité comporte trois parties qui présentent successivement l'une des trois voies de la contemplation. La voie purgative, la voie illuminative et la voie unitive. Chacune de ces voies est considérée comme un état d'avancement dans la vie spirituelle, correspondant chez Hugues de Balma aux états de commençant, d'avancé et de parfait.

### L'anagogie

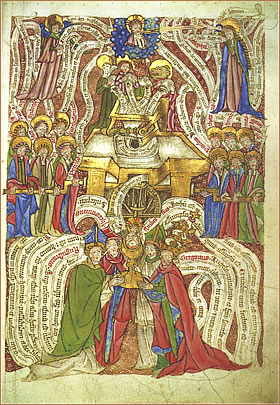
Moulin mystique, XIVe siècle. Les apôtres activent un moulin dans lequel les quatre évangélistes versent le verbe de Dieu qui descend dans un calice où il se présente comme le Christ enfant.

Le Viae Sion lugent développe longuement la notion d'anagogie. Guigues du Pont, l'un des premiers lecteurs de ce traité, estimait que son auteur en avait parlé excellemment. Christian Trottmann, estime que si l'on devait aujourd'hui donner un surnom à Hugues de Balma, ce pourrait être celui de « docteur en anagogie ».
Dans la tradition exégétique chrétienne, l'anagogie se rapporte classiquement au quatrième sens de l'Écriture. Le sens anagogique ou mystique de l'Écriture est le niveau le plus élevé des quatre.
Pour illustrer la recherche du sens anagogique de l'Écriture, Hugues se livre à une interprétation de « l'oraison dominicale ». Il s'agit de la prière plus connue aujourd'hui sous le nom de « Notre Père ». Le choix de ce texte pour mettre en pratique une forme d'exégèse biblique peut étonner parce que, dans sa forme traditionnelle, le Notre Père correspond à la version que l'on trouve le plus anciennement qui soit dans la Didaché des Apôtres, plutôt qu'à celle des évangiles. Ce texte contemporain des évangiles et qui a été redécouvert en 1883 dans un manuscrit byzantin n'était probablement pas connu d'un chartreux du XIIIe siècle, néanmoins la version du Notre Père qui s'y trouve a été bien plus largement transmise comme celle enseignée par Jésus aux Apôtres, et c'est à partir de cette prière qu'Hugues de Balma explique comment on procède à l'interprétation anagogique de la parole de Dieu.

### Sources du traité
Le traité Via Sion lugens a pour source principale la Théologie mystique du Pseudo-Denys l'Aréopagite, le but déclaré d'Hugues de Balma étant d'exposer cette théologie. À cet égard, Hugues s'inscrit dans la tradition alors en plein développement des interprétations ou des exposés de la théologie de l'Aréopagite. L’exposé proposé par Hugues est en particulier marqué par l'influence des traités Explanatio mysticae theologiae et Extractio de divinis Nominibus de Thomas Gallus, qui sont eux-mêmes des commentaires des œuvres dyonisiennes.